# Ashes Divide
Ashes Divide (стилизованное написание ASHES dIVIDE) — американская рок-группа, основанная гитаристом Билли Хауэрделом, ранее основавшим группу A Perfect Circle. Хауэрдел автор всех текстов, музыки, исполнитель большинства инструментальных партий, вокалист и продюсер этой группы. В концертный состав группы входят Jeff Friedl (ударные), Matt McJunkins (бас-гитара), Andy Gerold (лидер-гитара) и Adam Monroe (клавишные).

## История
Первый сингл группы, «The Stone», впервые прозвучал на радио 22 Января 2008 г. Их дебютный альбом Keep Telling Myself It's Alright, был издан 8 апреля. 22 февраля, Хауэрдел заявил в радиопередаче на станции Q101 о том, что дата выхода была перенесена с 18 марта по вине издателя.
В записи альбома приняли участие Джош Фриз (ударные) и Дево Кинан (виолончель), сын Мэйнарда Джеймса Кинана. Также в запись альбома внесли свой вклад барабанщик Dean Sainz, Johnette Napolitano из группы Concrete Blonde, Matt Skiba из Alkaline Trio и бывшая бас-гитаристка A Perfect Circle Paz Lenchantin.
Ashes Divide выступали в туре Projekt Revolution 2008, организованном группой Linkin Park, выступая на главной сцене. Также они выступили с группами Stone Temple Pilots и Filter на фестивале «Krock».

## Дискография

### Альбомы
- 2008: Keep Telling Myself It's Alright

### Синглы
| Год  | Название    | Места в чартах | Места в чартах | Места в чартах | Альбом                           |
| Год  | Название    | U.S.           | U.S. Main      | U.S. Mod       | Альбом                           |
| ---- | ----------- | -------------- | -------------- | -------------- | -------------------------------- |
| 2008 | «The Stone» | —              | 7              | 10             | Keep Telling Myself It's Alright |
| 2008 | «Enemies»   | —              | —              | —              | Keep Telling Myself It's Alright |
| 2008 | «The Prey»  | —              | —              | —              | Keep Telling Myself It's Alright |

## Внешние ссылки
- Official website at Island Records
- Официальная страница Ashes Divide (англ.) на сайте Myspace
- ASHES dIVIDE News at ASHES dIVIDE Online

### Интервью
- Billy Howerdel Exclusive ASHES dIVIDE with The Grixer Music Mag
- Ashes Divide Interview at The Gauntlet
- Ashes Divide Interview at Cage Rattle
- Billy Howerdel Interview at Type 3 Media